# 阳荷
阳荷（学名：Zingiber striolatum）为姜科姜属下的一个种。在湖南有被称之为姜笋。

## 扩展阅读
- 維基物種上的相關：阳荷